# دووم پاترول (مجموعه تلویزیونی)
دووم پاترول (به انگلیسی: Doom Patrol) یک مجموعه تلویزیونی آمریکایی تحت وب در ژانر ابرقهرمانی و درام است که بر پایهٔ گروهی خیالی به همین نام اثر آرنولد دریک، باب هینی و برونو پرمیانی از شرکت دی‌سی کامیکس می‌باشد. آپریل بالبی، دایان گررو، برندن فریزر، آلن تودیک و تیموتی دالتون از بازیگران آن می‌باشند. دووم پاترول به عنوان یک اسپین‌آف برای مجموعه تلویزیونی تایتان‌ها به‌شمار می‌رود. پخش فصل اول مجموعه متشکل از پانزده قسمت از ۱۵ فوریه ۲۰۱۹ آغاز شد. فصل دوم نیز در نه قسمت از ژوئن تا اوت ۲۰۲۰، از شبکه‌های اچ‌بی‌او مکس و دی‌سی یونیورس پخش شد. فصل سوم از ۲۳ سپتامبر ۲۰۲۱ و به صورت اختصاصی از اچ‌بی‌او مکس به نمایش درآمد. در اکتبر ۲۰۲۱، مجموعه برای فصل چهارم نیز تمدید شد.

## بازیگران
- آپریل بالبی در نقش ریتا فار / الاستی-گرل: یکی از اعضای تیم دووم پاترول و هنرپیشه سابق هالیوود که توانایی ارتجاع یا کشسانی بدن خود را دارد.
- دایان گررو در نقش کی چلیس / کریزی جین: یکی از اعضای تیم دووم پاترول دارای ۶۴ شخصیت جداگانه که هر یک از آن‌ها از قدرت‌های ابرانسانی متفاوتی برخوردار است.
- آلن تودیک در نقش اریک موردن / مستر نوبادی: یک شخصیت ابرشرور با توانایی حضور مطلق و قادر به سفر در ابعاد و تغییر واقعیت.
- مت بامر و متیو زاک در نقش لری ترینر / نگتیو من: یکی از اعضای تیم دووم پاترول و خلبان سابق که در انرژی منفی سقوط کرد.
- برندن فریزر و رایلی شاناهان در نقش کلیفورد استیل / مرد رباتی: یکی از اعضای تیم دووم پاترول و راننده سابق نسکار
- جویون وید در نقش ویکتور استون / سایبورگ
- تیموتی دالتون در نقش نایلز کولدر / چیف: رهبر تیم دووم پاترول

## مهمان
- فیل موریس در نقش سیلاس استون، پدر ویکتور و دانشمندی که او را به عنوان سایبورگ بازسازی نمود
- کایل کلمنتس در نقش جان باورز، معشوقه پنهانی لری ترینر که در نیروی هوایی خدمت می‌کند
- جولی مک‌نیون در نقش شریل ترینر، همسر و مادر فرزندان لری
- جولیان ریچینگز در نقش اشتورمبانفورر، دانشمند نازیسم
- کورتیس آرمسترانگ صداپیشه سوسک ازکیل (حزقیال)، راوی داستان
- مارک شپرد در نقش ویلووگبی کیپلینگ
- ویل کمپ و دیو بلیاوسکی در نقش استیو دیتون / منتو یکی از اعضای سابق تیم دووم پاترول